# Instituto Nacional de Estatística (Guinea-Bissau)
Das Instituto Nacional de Estatística (INE) ist das Statistikinstitut der Republik Guinea-Bissau. Unter anderem ist es für die Durchführung der Volkszählung zuständig. Es residiert an der Avenida Amílcar Cabral in der Hauptstadt Bissau und ist dem Wirtschaftsministerium angegliedert, dem Ministério de Economia, Plano e Integração Regional.
Das INE entstand nach der Unabhängigkeit des Landes von Portugal 1973. Mit dem Gesetz Nr. 2/91 aus dem Jahr 1991 wurden in juristischer Hinsicht erstmals umfassend die Statuten und Zuständigkeiten des INE geregelt. Die gravierende Unterfinanzierung des INE ermöglicht jedoch lediglich die Zahlung der Gehälter aller INE-Mitarbeiter, ein nennenswertes festes Budget für die laufende Arbeit gibt es nicht.
Mit finanzieller und technischer Unterstützung des portugiesischen INE sollte seit 1991 ein modernisierter Statistischer Dienst den zunehmenden Veränderungen im Land Rechnung tragen. Die folgenden Krisen im Land, insbesondere der Bürgerkrieg nach dem Konflikt des 7. Juni 1998 haben diese Pläne vorerst verhindert.
Die letzte umfassende Volkszählung führte das INE 2009 durch, die aktuelle Veröffentlichung des INE in Guinea-Bissau (Stand Juni 2014) ist eine „Situationsanalyse der sexuellen Minderheiten in Bezug auf das HI-Virus“, die 2013 veröffentlicht wurde.